# کشتی کج 2K25
WWE 2K25 هي لعبة فيديو مصارعة محترفة من تطوير Visual Concepts ونشر 2K. وهي الجزء الخامس والعشرون من سلسلة ألعاب الفيديو المستندة إلى WWE، واللعبة الحادية عشرة تحت علامة WWE 2K، وخليفة WWE 2K24. صدرت اللعبة في 14 مارس 2025 لأجهزة PlayStation 4 وPlayStation 5 وMicrosoft Windows وXbox One وXbox Series X/S، كما صدرت لجهاز Nintendo Switch 2 في 23 يوليو 2025.
تلقّت اللعبة مراجعات إيجابية بشكل عام، حيث أشاد النقاد بالتحسينات التدريجية، مثل مصارعة السلسلة وإضافات أخرى في أوضاعها، على الرغم من انتقادهم لوضع "الجزيرة" الجديد (المُستوحى من وضع "المدينة" من سلسلة NBA 2K الشقيقة) لكونه غير مُطوّر جيدًا ومُبالغًا في التركيز على ترقيات الشخصيات التي تُشترى عبر المشتريات الصغيرة

1. ↑  نينتندو سويتش 2 version ported by Shiver Entertainment.